# Lago Savuto
Il lago Savuto è un piccolo lago artificiale della Sila grande, in Calabria.

## Origine
Realizzato nel 1926, nel primo periodo che ha interessato la creazione dei laghi artificiali della Sila, attraverso lo sbarramento del fiume Savuto. Questo piccolo invaso fu realizzato come lago di compensazione per il vicino e più grande lago Ampollino. Parte delle sue acque vengono pompate attraverso condotte forzate nel lago Ampollino nei periodi di grande siccità, in modo da poter sostenere il lavoro delle centrali elettriche alimentate dal lago Ampollino. Il territorio appartiene al comune di Parenti, in provincia di Cosenza.

## Caratteristiche
Le dimensioni del lago avvicinano questo bacino artificiale più alle caratteristiche di una palude che di un lago vero e proprio. La vegetazione e la fauna sono caratteristiche delle aree paludose.
Nelle vicinanze del lago vi è la centrale elettrica e un piccolo villaggio un tempo utilizzato dai dipendenti della centrale, oggi in stato di abbandono.